# Робинсон, Джус
Джозеф Райан Робинсон (англ. Joseph Ryan Robinson, род. 10 апреля 1989[…], Джолиет[…]), более известный под именем Джус Робинсон (англ. Juice Robinson) — американский рестлер, в настоящее время выступающий в All Elite Wrestling (AEW). Робинсон является членом группировки Bullet Club, а также выступает в New Japan Pro Wrestling (NJPW).
С 2011 по 2015 год он работал в WWE, где выступал в Florida Championship Wrestling (FCW) и позже NXT под именем Си Джей Паркер (англ. CJ Parker). Он дважды выигрывал командное чемпионство Флориды FCW с Джейсоном Джорданом и Донни Марлоу соответственно.
После ухода из WWE Робинсон начал карьеру в NJPW в качестве «молодого льва», прежде чем стать полноправным членом ростера. С тех пор он стал рекордным трехкратным чемпионом Соединённых Штатов IWGP в тяжёлом весе и однократным командным чемпионом IWGP (вместе с Дэвидом Финли). Он также стал победителем World Tag League 2019 года вместе с Финли. В 2019 году он присоединился к Ring of Honor (ROH) в качестве лидера группировки Lifeblood, но в конце того же года покинул промоушен.

## Личная жизнь
Робинсон хорошо дружит с Дэвидом Финли и был шафером на его свадьбе в мае 2018 года. В июне 2020 года стало известно, что Робинсон встречается с рестлером Тони Шторм. Пара обручилась 30 сентября 2021 года. В 2022 году они поженились.

## Титулы и достижения
- Florida Championship Wrestling
  - Командный чемпион Флориды FCW (2 раза) — с Джейсоном Джорданом (1) и Донни Марлоу (1)[9][10]
- Impact Wrestling
  - Командный чемпион мира Impact (1 раз) — с Дэвидом Финли[11]
- New Japan Pro-Wrestling
  - Чемпион Соединённых Штатов IWGP (3 раза)[12][13]
  - Командный чемпион IWGP (1 раз) — с Дэвидом Финли[14]
  - World Tag League (2019) — с Дэвидом Финли[15]
- Pro Wrestling Illustrated
  - № 32 в топ 500 рестлеров в рейтинге PWI 500 в 2019[16]